# 李昌麒
李昌麒（1936年2月14日—2023年1月5日），男，汉族，四川潼南（今属重庆）人，中国法学家、法学教育家，西南政法大学教授，博士生导师，享受国务院政府特殊津贴专家，全国五一劳动奖章获得者。